# Стайерс, Дэвид Огден
Дэвид Огден Стайерс (англ. David Ogden Stiers; 31 октября 1942[…], Пеория, Иллинойс — 3 марта 2018, Ньюпорт, Орегон) — американский актёр и музыкант, актёр озвучивания, наиболее известный благодаря ролям в телесериале «МЭШ» и серии телефильмов 1980-х годов о Перри Мейсоне, а также озвучиванию диснеевских мультфильмов.

## Ранние годы
Дэвид Стайерс родился в Пеории, штат Иллинойс в семье Маргарет Элизабет (урождённая Огден) и Кеннета Трумена Стайерса. Он учился в средней школе Урбана вместе с кинокритиком Роджером Эбертом.
Стайерс переехал в Юджин, Орегон, где окончил местную среднюю школу и краткое время проучился в университете штата Орегон. Позже он переехал в Сан-Франциско, где выступал с группой артистов-импровизаторов, в состав которой входили Роб Райнер и Ховард Хессеман. Затем он переехал в нью-Йорк и в 1968—1972 годах обучался на драматическом отделении Джульярдской школы. Во время учёбы его наставником был актёр Джона Хаусмана.

## Карьера

### Актёрская карьера

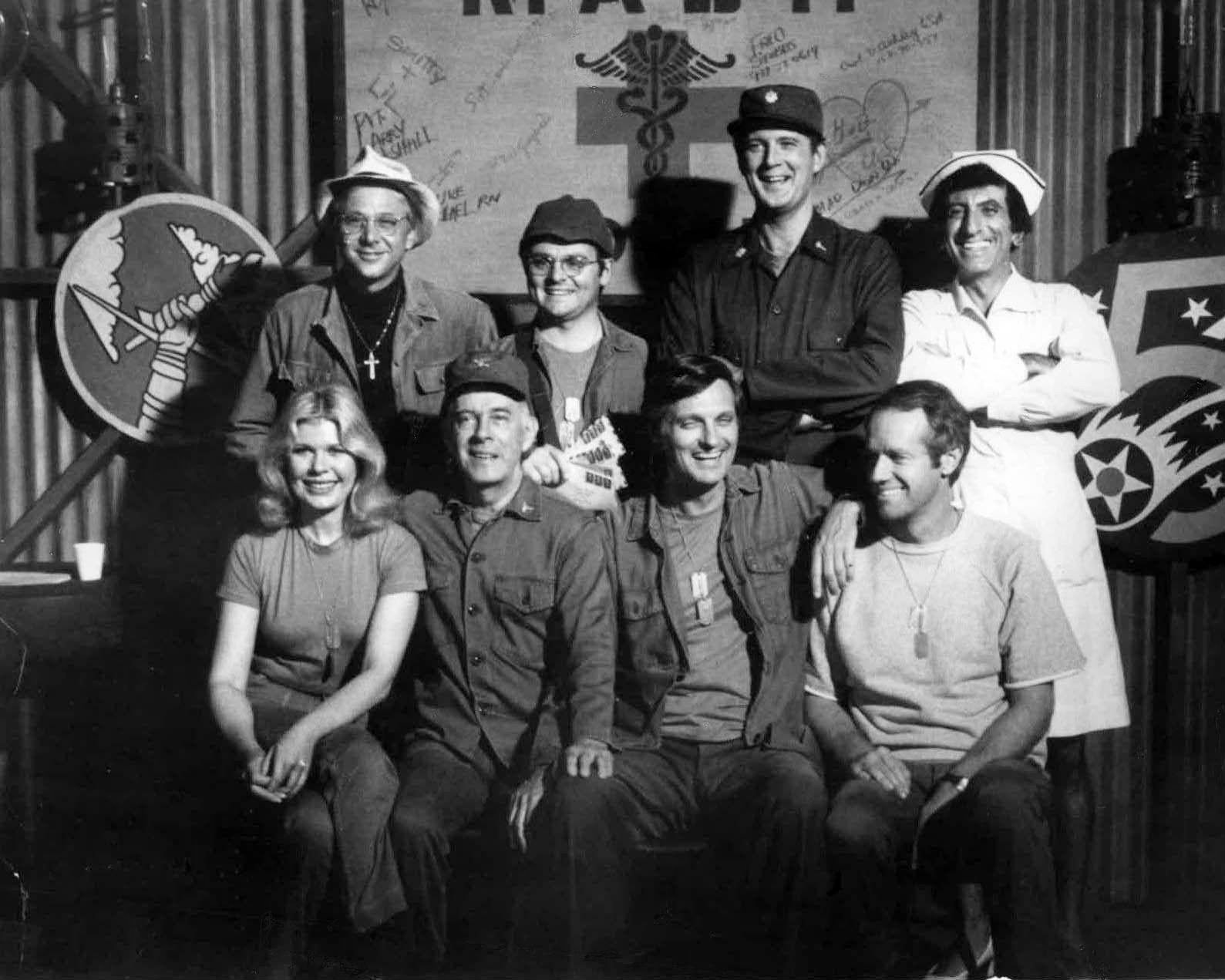
Актёрская группа сериала M*A*S*H восьмого сезона. На переднем плане слева-направо: Лоретта Свит, Гарри Морган, Алан Алда и Майк Фаррелл. На заднем плане слева-направо: Уильям Кристофер, Гэри Бёргхофф, Дэвид Огден Стайерс и Джейми Фарр

Стайерс впервые появился в бродвейской постановке «Магическое шоу» в 1974 году, сыграв эпизодическую роль Фельдмана. В дальнейшем Стайерс снимался в эпизодах таких телесериалов, как «Шоу Мэри Тайлер Мур», «Коджак» и «Рода», а также в пилотной серии «Ангелов Чарли».
В 1977—1983 годах Стайерс играл роль майора Чарльза Эмерсона Уинчестера III в сериале «МЭШ». Эта роль принесла ему известность и две номинации на премию «Эмми». После завершения телесериала «МЭШ» Стайерс появлялся в гостевых ролях в таких сериалах «Звёздный путь: Следующее поколение», «Она написала убийство», «Мэтлок», «Альф», «Прикосновение ангела», «Крылья», «Фрейзер» и других. Стайерс также появился в восьми телефильмах 1980-х годов о Перри Мейсоне в роли окружного прокурора Майкла Рестона. В 1984 он сыграл роль основателя Олимпийского комитета Соединённых Штатов Уильяма Миллигана Слоэна в мини-сериале «Первая Олимпиада: Афины 1896». Он также принял участие в съёмках двух неудачных телевизионных проектов: сериала «Любовь и деньги» и фильме «Лига справедливости Америки» (в роли Марсианского охотника). В 2002—2007 годах Стайерс играл роль преподобного Перди в сериале «Мёртвая зона» с Энтони Майклом Холлом в главной роли. В 2006—2007 годах он сыграл роль Оберота в трёх эпизодах сериала «Звёздные врата: Атлантида».
Стайерс также очень часто выступал в качестве актёроа озвучивания. Его первой подобной работой был один из ранних фильмов Джорджа Лукаса «THX 1138». Он сотрудничал с «Диснеем» в работе над восемью анимационными фильмами, в число которых входили «Красавица и Чудовище» (1991), «Покахонтас» (1995, «Горбун из Нотр-дама» (1996), «Атлантида: Затерянный мир» (2001) и «Лило и Стич» (2002). Стайерс также озвучил Пингвина в анимационном фильме 2003 года «Бэтмен: Тайна Бэтвумен». В мультфильме «Правдивая история Красной Шапки» 2005 года Стайерс озвучивал роль Никки Кувыркуна, лягушки-детектива, который расследует дело в доме бабушки, а в мультсериале «Обычный мультик» он озвучил отца Попа — мистера Мелларда. Стайерс также участвовал в озвучке нескольких компьютерных игр: Kingdom Hearts II, Kingdom Hearts: Birth by Sleep, Uru: Ages Beyond Myst, Myst 5: End of Ages и других.

### Музыкальная карьера
Стайерс был помощником дирижёра в симфоническом оркестре Ньюпорта и на музыкальном фестивале Эрнеста Блоха. Он в качестве гостя дирижировал более чем 70 оркестрами мира, включая Oregon Mozart Players, Ванкуверский симфонический оркестр, Орегонский камерный оркестр, камерный оркестр Якина (Орегон), а также оркестры в Сан-Франциско, Сан-Диего, Лос-Анджелесе, Чикаго и Торонто.

## Смерть
Дэвид Огден Стайерс скончался 3 марта 2018 года от рака мочевого пузыря.

## Избранная фильмография
| Год       |    | Русское название                          | Оригинальное название                                       | Роль                          |
| --------- | -- | ----------------------------------------- | ----------------------------------------------------------- | ----------------------------- |
| 1971      | ф  | THX 1138                                  | THX 1138                                                    | рассказчик                    |
| 1975      | с  | Коджак                                    | Kojak                                                       | Брайан Лебланк                |
| 1976      | с  | Ангелы Чарли                              | Charlie’s Angels                                            | Скотт Вудвилл                 |
| 1976—1977 | с  | Шоу Мэри Тайлер Мур                       | The Mary Tyler Moore Show                                   | Мел Прайс                     |
| 1976—1977 | с  | Рода                                      | Rhoda                                                       | доктор Курт Драйзер / Джордж  |
| 1977—1983 | с  | МЭШ                                       | M*A*S*H                                                     | Чарльз Уинчестер              |
| 1978      | ф  | Дешёвый детектив                          | The Cheap Detective                                         | капитан                       |
| 1978      | ф  | Магия                                     | Magic                                                       | Тодсон                        |
| 1985      | ф  | Человек в одном красном ботинке           | The Man With One Red Shoe                                   | проводник                     |
| 1985      | ф  | Уж лучше умереть                          | Better Off Dead                                             | Эл Майер                      |
| 1985      | ф  | Творец                                    | Creator                                                     | доктор Стд Калленбек          |
| 1985—1986 | с  | Север и юг                                | North And South                                             | конгрессмен Сэм Грин          |
| 1986—1996 | с  | Она написала убийство                     | Murder, She Wrote                                           | разные персонажи              |
| 1987      | тф | Аламо: 13 дней славы                      | The Alamo: 13 Days To Glory                                 | полковник Блэк                |
| 1987—1988 | с  | Мэтлок                                    | Matlock                                                     | Томас Болдуин / Артур Хэмптон |
| 1988      | ф  | Другая женщина                            | Another Woman                                               | отец Мэрион                   |
| 1988      | с  | Альф                                      | ALF                                                         | Флэк Пит                      |
| 1988      | ф  | Турист поневоле                           | The Accidental Tourist                                      | Портер Лири                   |
| 1989      | с  | Театр Рэя Брэдбери                        | The Ray Bradbury Theater                                    | Леонард Мид                   |
| 1991      | с  | Звёздный путь: Следующее поколение        | Star Trek: The Next Generation                              | Тимисин                       |
| 1991      | ф  | Доктор Голливуд                           | Doc Hollywood                                               | Ник Николсон                  |
| 1991      | мф | Красавица и Чудовище                      | Beauty and the Beast                                        | Когсворт / рассказчик         |
| 1991      | ф  | Тени и туман                              | Shadows and Fog                                             | хакер                         |
| 1992      | ф  | Последний из племени                      | The Last of His Tribe                                       | доктор Сакстон Поуп           |
| 1992      | мф | Порко Россо                               | Porco Rosso                                                 | дедушка Пикколо               |
| 1995      | ф  | Плохая компания                           | Bad Company                                                 | судья Бич                     |
| 1995      | мф | Наполеон                                  | Napoleon                                                    | коала / сова                  |
| 1995      | мф | Покахонтас                                | Pocahontas                                                  | Джон Ретклифф / Уиггинс       |
| 1995      | ф  | Великая Афродита                          | Mighty Aphrodite                                            | Лаий                          |
| 1996      | с  | Полтергейст: Наследие                     | Poltergeist: The Legacy                                     | Рэндольф Хичкок               |
| 1996      | мф | Горбун из Нотр-Дама                       | The Hunchback of Notre Dame                                 | архидьякон                    |
| 1996      | ф  | Все говорят, что я люблю тебя             | Everyone Says I Love You                                    | отец Холдена                  |
| 1997      | с  | Доктор Куин, женщина-врач                 | Dr. Quinn, Medicine Woman                                   | Теодор Куинн                  |
| 1997      | ф  | Из джунглей в джунгли                     | Jungle 2 Jungle                                             | Алексей Йованович             |
| 1997      | мф | Красавица и Чудовище: Чудесное Рождество  | Beauty & The Beast: The Enchanted Christmas                 | Когсворт                      |
| 1998      | мс | 101 далматинец                            | 101 Dalmatians: The Series                                  | ВЛАД                          |
| 1998      | мф | Красавица и Чудовище: Волшебный мир Белль | Beauty and the Beast: Belle’s Magical World                 | Когсворт                      |
| 1998      | мф | Покахонтас 2: Путешествие в Новый Свет    | Pocahontas II: Journey to a New World                       | Джон Ретклифф                 |
| 1998      | с  | Элли Макбил                               | Ally McBeal                                                 | судья Эндрю Питерс            |
| 1999      | с  | Практика                                  | The Practice                                                | судья И. Холлингс             |
| 1999      | с  | За гранью возможного                      | The Outer Limits                                            | преподобный Томас Тилфорд     |
| 1999      | мф | Мои соседи Ямада                          | ホーホケキョとなりの山田くん                                | рассказчик                    |
| 1999      | мс | Крутые бобры                              | The Angry Beavers                                           | Байрон Бивер                  |
| 2000      | мс | Дикая семейка Торнберри                   | The Wild Thornberrys                                        | Карру                         |
| 2000      | ки | —                                         | Icewind Dale                                                | рассказчик                    |
| 2001      | ф  | Мартовские коты                           | Tomcats                                                     | доктор Кроуфорд               |
| 2001      | мф | Атлантида: Затерянный мир                 | Atlantis: The Lost Empire                                   | мистер Харкорт                |
| 2001      | мф | Унесённые призраками                      | 千と千尋の神隠し                                            | Камадзи                       |
| 2001      | ф  | Проклятие нефритового скорпиона           | The Curse of the Jade Scorpion                              | Волтон                        |
| 2001      | мф | Волшебное Рождество у Микки               | Mickey’s Magical Christmas: Snowed in at the House of Mouse | Когсворт                      |
| 2001      | ф  | Мажестик                                  | The Majestic                                                | Док Стентон                   |
| 2001—2002 | мс | Мышиный дом                               | House of Mouse                                              | Когсворт                      |
| 2002—2006 | мс | Лига справедливости                       | Justice League                                              | Соловар / владелец машины     |
| 2002      | мф | Лило и Стич                               | Lilo & Stitch                                               | Джамба                        |
| 2002—2007 | с  | Мёртвая зона                              | The Dead Zone                                               | преподобный Перди             |
| 2003      | с  | Прикосновение ангела                      | Touched by an Angel                                         | Джонс / сатана                |
| 2003      | с  | Фрейзер                                   | Frasier                                                     | Лиланд Бартон                 |
| 2003      | мф | Новые приключения Стича                   | Stitch! The Movie                                           | Джамба                        |
| 2003      | мф | Бэтмен: Тайна Бэтвумен                    | Batman: Mystery of the Batwoman                             | Освальд Кобблпот / Пингвин    |
| 2003      | мф | Винни-Пух: Весенние денёчки с малышом Ру  | Springtime with Roo                                         | рассказчик                    |
| 2003      | ки | —                                         | Uru: Ages Beyond Myst                                       | Джефф Занди                   |
| 2003—2006 | мс | Лило и Стич                               | Lilo & Stitch: The Series                                   | Джамба                        |
| 2004      | мс | Статический шок                           | Static Shock                                                | доктор Одиум                  |
| 2005      | мс | Американский дракон: Джейк Лонг           | American Dragon: Jake Long                                  | рассказчик / член команды     |
| 2005      | мф | Лило и Стич 2: Большая проблема Стича     | Lilo & Stitch 2: Stitch Has a Glitch                        | Джамба                        |
| 2005      | мф | Винни-Пух и Слонотоп: Хэллоуин            | Pooh’s Heffalump Halloween Movie                            | рассказчик                    |
| 2005      | ки | —                                         | Myst 5: End of Ages                                         | Эшер                          |
| 2005      | мф | Правдивая история Красной Шапки           | Hoodwinked                                                  | Никки Кувыркун                |
| 2005      | ки | —                                         | Kingdom Hearts II                                           | Когсворт                      |
| 2006      | мф | Лерой и Стич                              | Leroy & Stitch                                              | Джамба                        |
| 2006      | ф  | Девушка из воды                           | Lady in the Water                                           | рассказчик                    |
| 2006—2007 | с  | Звёздные врата: Атлантида                 | Stargate: Atlantis                                          | Оберот                        |
| 2010      | ки | —                                         | Kingdom Hearts Birth by Sleep                               | Джамба                        |
| 2011      | мф | Красная Шапка против зла                  | Hoodwinked Too! Hood vs. Evil                               | Никки Кувыркун                |
| 2011      | с  | Воздействие                               | Leverage                                                    | Уолт Уитман Уэллесли IV       |
| 2011—2016 | мс | Обычный мультик                           | Regular Show                                                | мистер Меллард                |
| 2015      | с  | Риццоли и Айлс                            | Rizzoli & Isles                                             | Артур Айлс                    |
| 2016      | ки | —                                         | Baldur’s Gate: Siege of Dragonspear                         | Белхифет                      |

## Награды и номинации
| Награда | Год  | Категория                                                       | Название работы              | Результат |
| ------- | ---- | --------------------------------------------------------------- | ---------------------------- | --------- |
| Эмми    | 1981 | Лучшая мужская роль второго плана в комедийном телесериале      | МЭШ                          | Номинация |
| Эмми    | 1982 | Лучшая мужская роль второго плана в комедийном телесериале      | МЭШ                          | Номинация |
| Эмми    | 1984 | Лучшая мужская роль второго плана в мини-сериале или телефильме | Первая Олимпиада: Афины 1896 | Номинация |
| Энни    | 2001 | Лучшее озвучивание мужской роли в мультсериале                  | Любимчик учителей            | Номинация |